# تیموتی وست
تیموتی لانکاستر وست (انگلیسی: Timothy West؛ زادهٔ ۲۰ اکتبر ۱۹۳۴ – درگذشتهٔ ۱۲ نوامبر ۲۰۲۴) بازیگر و خواننده اپرا اهل بریتانیا بود. وی از سال ۱۹۵۶ میلادی تا ۲۰۲۴ مشغول فعالیت بوده است و ریاست آکادمی موسیقی و هنرهای نمایشی لندن را بر عهده دارد.
از فیلم‌ها یا برنامه‌های تلویزیونی که وی در آن نقش داشته است، می‌توان به ساحره‌گیری، نیکلاس و الکساندرا، همیشه بعد از، روز شغال، پیام‌آور: داستان ژاندارک، هدا، به سیم آخر زدن تری پرچت، شکسپیر و هتوی: کارآگاه‌های خصوصی، به دنبال جنگ شیشه‌ای، فرشته چهارم و ۱۰۲ سگ خالدار اشاره کرد.

## مرگ
تیموتی وست در ۱۲ نوامبر ۲۰۲۴، در سن ۹۰ سالگی در لندن درگذشت.